# غريغ بيتمان
غريغ بيتمان (بالإنجليزية: Greg Bateman)‏ هو لاعب اتحاد الرغبي بريطاني، ولد في 20 يناير 1989 في فريملي في المملكة المتحدة.

## وصلات خارجية
- غريغ بيتمان على موقع دوري الرغبي الممتاز (الإنجليزية)
- غريغ بيتمان على موقع ItsRugby.co.uk (الإنجليزية)